# سیره نبوی
سیره نبوی دربردارندهٔ زندگی‌نامه‌های سنتی نوشته شده توسط مسلمانان، دربارهٔ پیامبر اسلام و گفتارهای منتسب به اوست. قدیمی‌ترین زندگی‌نامه از محمّد، نگاشته شده در حدود ۱۲۰ و یا ۱۳۰ سال پس از درگذشتش به قلم ابن اسحاق است، با عنوان «زندگی رسول خدا»؛ که متن اصلی از میان رفته، ولی بخش‌هایی از آن در آثار نوشته شده توسط تاریخ‌نگاران پس از او یعنی ابن هشام و طبری به جای مانده است. بسیاری از محقّقین البته نه همهٔ آن‌ها، صحّت و سقم این زندگی‌نامه‌های قدیمی را پذیرفته‌اند، در حالیکه میزان اعتبار و درستی آن‌ها قابل سنجش نیست.
به نوشتهٔ چیز رابینسون از محقّقین تاریخ اسلام، تقریباً اطّلاعات معتبر و مدارک موثّقی دربارهٔ زمان و شرایط تولّد محمّد، دوران کودکی و همچنین آغاز بزرگسالی او در دست نیست و احتمالاً نسل اوّل مسلمانان توجّهی به زندگی پیامبرشان قبل از بعثت نداشته‌اند و داستان‌های نقل شدهٔ موجود، در طی دو سدهٔ بعدی ساخته شده‌اند. حتی به نوشتهٔ رسول جعفریان، تعیین تاریخ دقیق تحوّلات ابتدای دورهٔ پیامبری دشوار است، زیرا وقایع به دقّت ثبت نشده‌اند و همچنین اشتباهاتی سهوی و یا اغراض قبیله‌ای و منفعت‌های سیاسی، در نقل وقایع آن دوران دخالت داشته است.
آبان بن عثمان (؟ -۷۲۳ق)، فقیه مسلمان و تابعی را نخستین سیره‌نویس می‌دانند. او هر آنچه نگاشته بود به سلیمان بن عبدالملک سپرد و سلیمان آن‌ها را نابود کرد.

## مورخین مشهور نویسنده سیره نبوی
- ابن هشام
- محمد بن جریر طبری
- ابن‌عباس